# Экзистенция (фильм)
«Экзистенция» (англ. eXistenZ) — кинофильм режиссёра Дэвида Кроненберга, вышедший на экраны в 1999 году. В главных ролях снялись Джуд Лоу и Дженнифер Джейсон Ли.

## Сюжет
Аллегра Геллер (Дженнифер Джейсон Ли), лучший создатель органических игровых приставок в мире, вместе с группой тестирующих, проводит в церкви презентацию своей новой приставки виртуальной реальности «Экзистенции». Для того, чтобы сыграть, вы должны подключиться к поду будущей версии игровой приставки через био-разъём в своём теле. В самом начале презентации на Аллегру нападает фанатик, вооруженный причудливым органическим оружием, которое не обнаруживается датчиками службы безопасности. В страхе перед другими убийцами Геллер убегает со стажёром Тэдом Пайклом (Джуд Лоу), который по воле судьбы оказывается её телохранителем. Под Аллегры, содержащий единственную копию «Экзистенции», оказывается повреждён при нападении. Чтобы определить степень поломки, Аллегра уговаривает Пайкла сыграть в «Экзистенцию», для чего нужно установить ему в тело био-разъём. Они начинают играть, под воздействием событий то возвращаясь в реальность, то снова уходя в игру. В сюжете игры красной нитью проходит тема устранения Аллегры. Но особенность игры в том, что участникам трудно определить, играют ли они в игру или живут реальной жизнью. Под конец приключения становятся настолько запутанными, что определить, где именно находятся игроки, становится особенно сложно.

## В ролях
- Джуд Лоу — Тед Пайкл
- Дженнифер Джейсон Ли — Аллегра Геллер
- Иэн Холм — Кири Винокур
- Дон Маккеллар — Евгений Нуриш
- Каллум Кит Ренни — Хьюго Карлоу
- Сара Полли — Мерл
- Кристофер Экклстон — ведущий семинара
- Уиллем Дефо — Гас
- Роберт А. Силверман — Д'Арси Нейдер
- Оскар Хсу — официант-китаец
- Крис Лемке — Ноэл Дихтер
- Вик Сахай — ассистент

## Новелизации
Кристофер Прист написал одноимённый роман для сопровождения фильма «Экзистенция», тема которого имеет много общего c темами его собственных произведений.
Продюсеры фильма, венгры Андраш Хамори (Hámori András) и Роберт Лантош (Lantos Róbert), сообщили, что буквы X и Z выделены не случайно, между ними стоит слово «isten», которое в переводе с венгерского означает «Бог».

## Награды и номинации
- 1999 — приз «Серебряный медведь» Берлинского кинофестиваля за выдающееся художественное достижение.
- 1999 — приз «Серебряный экран» на Амстердамском фестивале фантастического кино.
- 1999 — участие в конкурсной программе Каталонского фестиваля фантастического кино.
- 1999 — 4-е место в списке лучших фильмов года по версии журнала Cahiers du cinéma.
- 2000 — номинация на премию «Сатурн» за лучший научно-фантастический фильм.
- 2000 — премия «Джини» за лучший монтаж (Рональд Сандерс), а также две номинации: лучший фильм, лучшая работа художника-постановщика (Кэрол Спир, Элинор Роуз Гелбрэйт).